# Port Alice
Port Alice är en ort i Kanada.   Den ligger i Regional District of Mount Waddington och provinsen British Columbia, i den sydvästra delen av landet, 3 800 km väster om huvudstaden Ottawa. Port Alice ligger 15 meter över havet och antalet invånare är 805.
Terrängen runt Port Alice är kuperad söderut, men norrut är den bergig. Port Alice ligger nere i en dal. Trakten är glest befolkad. Det finns inga andra samhällen i närheten.